# João Lüderitz
João Lüderitz (nascido em Porto Alegre) é um engenheiro civil brasileiro.

## Biografia
Foi diretor administrativo do Departamento Autônomo de Estradas de Rodagem (DAER) e participou da comissão encarregada da construção da ponte internacional sobre o rio Uruguai. Foi professor das escolas de Engenharia e Arquitetura da Universidade Federal do Rio Grande do Sul. Dirigiu o Instituto Parobé, voltado para a formação profissional, antes de ser convidado para o cargo de diretor nacional do SENAI.
Também foi presidente da CNI e o primeiro diretor-geral do SENAI.